# Coupe de Belgique féminine de football 2005-2006
Navigation
Édition précédente Édition suivante
La Coupe de Belgique de football féminin 2005-2006 est la 30e édition de la Coupe de Belgique. La finale se joue le 13 mai 2006 au Stade Roi-Baudouin à Bruxelles. Elle oppose le KFC Rapide Wezemaal (7e finale) au Standard Fémina de Liège (9e finale).
Le Standard Fémina de Liège  l'emporte, après une rencontre riche en rebondissements, et enlève sa 5e Coupe. C'est le premier titre du club liégeois depuis 1995.

## Calendrier de la compétition
| Tour | Nom                 | Dates retenues              |
| ---- | ------------------- | --------------------------- |
| 1    | 1er tour            | 30 juillet 2005             |
| 2    | 2e tour             | 6 août 2005                 |
| 3    | Seizièmes de finale | 13 août 2005                |
| 4    | Huitièmes de finale | 24 août 2005                |
| 5    | Quarts de finale    | 5 mai 2006                  |
| 6    | Demi-finales        | 12 avril 2006, 1er mai 2006 |
| 7    | Finale              | 13 mai 2006                 |

## 1ertour
Le 1er tour se joue le samedi 30 juillet 2005. Les matchs se jouent en une manche. Se qualifient pour le 2e tour: Cerkelladies Bruges, Ladies Audenarde, DAVO Waregem, DV Famkes Merkem, Dames VK Egem, K Olsa Brakel, KOVC Sterrebeek, KFC Herent, SK Lebeke-Alost, RSC Ways-Genappe, FCF Braine-Rebecq, Football Club Excelsior Kaart, K Kontich FC, K Massenhoven VC, Zandvliet Sport, VVDG Lommel, FC Helson Helchteren, RAS Nimy-Maisières, Fémina OC Charleroi, Tenneville Sports

## 2etour
Le 2e tour se joue le samedi 6 août 2005. Les matchs se jouent en une manche. Se qualifient pour les 16èmes de finale : K Olsa Brakel, Ladies Audenarde, DV Famkes Merkem, DAVO Waregem, Dames VK Egem, SK Bellem, KFC Herent, DVC Land van Grimbergen, FCF White Star Woluwé, FCF Braine-Rebecq, Football Club Excelsior Kaart,VVDG Lommel, Zandvliet Sport, DVK Haacht, FC Helson Helchteren, Tenneville Sports, US Saint-Rémy, ESF Gerpinnes

## Seizièmes de finale
Les seizièmes de finale se jouent le samedi 13 août 2005. Les matchs se jouent en une manche. 
| Équipe 1                      | Score         | Équipe 2                 |
| Football Club Excelsior Kaart | 0 - 5         | DVK Haacht               |
| Ladies Audenarde              | 4 - 0         | SK Bellem                |
| FCF Braine-Rebecq             | 1 - 5         | VC Dames Eendracht Alost |
| FCF White Star Woluwé         | 1 - 1 1-3 tab | KFC Lentezon Beerse      |
| Standard Fémina de Liège      | 18 - 0        | KFC Herent               |
| Dames VK Egem                 | 0 - 1         | KVK Tirlemont            |
| DAVO Waregem                  | 0 - 2         | DV Borgloon              |
| K Vlimmeren Sport             | 11 - 1        | ESF Gerpinnes            |
| KFC Rapide Wezemaal           | 14 - 0        | Tenneville Sports        |
| Dames Zultse VV               | 15 - 1        | US Saint-Rémy            |
| Oud-Heverlee Louvain          | 7 - 0         | Zandvliet Sport          |
| RSC Anderlecht                | 8 - 0         | VVDG Lommel              |
| DVC Land van Grimbergen       | 3 - 1         | SKOG Ostende             |
| Sinaai Girls                  | 4 - 2         | K Olsa Brakel            |
| DV Famkes Merkem              | 2 - 1         | Hewian Girls Lanaken     |
| DVC Zuid-West Vlaanderen      | 10 - 0        | FC Helson Helchteren     |

## Huitièmes de finale
Les huitièmes de finale se jouent le mercredi 24 août 2005. Les matchs se jouent en une manche.
| Équipe 1                 | Score         | Équipe 2                 |
| DVC Zuid-West Vlaanderen | 2 - 1         | RSC Anderlecht           |
| DVK Haacht               | 2 - 4         | K Vlimmeren Sport        |
| KFC Rapide Wezemaal      | 8 - 0         | DV Famkes Merkem         |
| DVC Land van Grimbergen  | 1 - 3         | Standard Fémina de Liège |
| KFC Lentezon Beerse      | 2 - 9         | Oud-Heverlee Louvain     |
| Ladies Audenarde         | 0 - 2         | DV Borgloon              |
| Dames Zultse VV          | 0 - 0 3-1 tab | Sinaai Girls             |
| VC Dames Eendracht Alost | 3 - 1         | KVK Tirlemont            |

## Quarts de finale
Les quarts de finale se jouent le mercredi 5 avril 2006. Les matchs se jouent en une manche
| Équipe 1                 | Score | Équipe 2                 |
| Standard Fémina de Liège | 8 - 0 | Dames Zultse VV          |
| KFC Rapide Wezemaal      | 1 - 0 | Oud-Heverlee Louvain     |
| DVC Zuid-West Vlaanderen | 6 - 1 | VC Dames Eendracht Alost |
| DV Borgloon              | 1 - 3 | K Vlimmeren Sport        |

## Demi-finales
À ce niveau, les matchs se jouent en aller-retour. Les demi-finales se jouent le mercredi 12 avril 2006 pour les matchs aller, le lundi 1er mai 2006 pour les matchs retour.
| Équipe 1                 | Score | Équipe 2                 | Aller | Retour        |
| KFC Rapide Wezemaal      | 6 - 0 | K Vlimmeren Sport        | 3 - 0 | 3 - 0         |
| Standard Fémina de Liège | 2 - 2 | DVC Zuid-West Vlaanderen | 1 - 1 | 1 - 1 4-3 tab |

## Finale
| Équipes                  | KFC Rapide Wezemaal - Standard Fémina de Liège |
| Score                    | 3 - 6 |
| Date                     | Samedi 13 mai 2006 |
| Stade                    | Stade Roi-Baudouin, Bruxelles 250 spectateurs |
| Arbitre                  | Mme Martens assistée de Mesdames Cheron, De Vries et Derouaux. |
| Buts                     | 16e Inge Heiremans 1-0, 35e Femke Maes 2-0, 37e Kelly Theunissen 2-1, 48e Audrey Bodson 2-2, 49e Kristel Verelst 3-2, 54e Isabelle Ebhodaghe 3-3, 61e Aline Zeler 3-4 sur penalty, 72e Isabelle Ebhodaghe 3-5, 80e Isabelle Ebhodaghe 3-6                                      |
| KFC Rapide Wezemaal      | Isabelle Donvil, Imke Courtois, Evi Willekens, Tina Van Der Auwera, Karen Meeus, Femke Maes, Annelies Timmermans, Inge Heiremans (70e Jessy Torreele), Hanne Van De Goor, Kristel Verelst, Kristien Elsen, (63e Karolien Meykens)                                              |
| Standard Fémina de Liège | Sofie Van Houtven, Tina Scorsone, Mélissa Ranson (66e Sylvianne Mignolet), Cécile Ibanez, Adeline Médard, Kelly Theunissen, Aline Zeler, Maud Coutereels, Audrey Bodson (73e Karima Ouazza), Cécile Carnol (89e Delphine Barbason), Isabelle Ebhodaghe. Entraîneur : Momo Ayed |
| Avertissements           | 36e Kelly Theunissen, 63e Evi Willekens |